# Rúben Neves
Rúben Diogo da Silva Neves (ˈnɛvɨʃ; 13 de març de 1997) és un futbolista professional portugués que juga com a centrecampista per l'Al-Hilal saudita i per l'equip nacional portugués.
Neves va començar la seva carrera amb el FC Porto i va debutar amb el primer equip als 17 anys. Va fitxar pel Wolverhampton Wanderers FC el 2017 per un traspàs de 15,8 milions de lliures. Va jugar 253 partits i va marcar 30 gols, guanyant el Campionat de l'EFL en la seva primera temporada 2017-18. El 2023, va fitxar per l'Al-Hilal per uns 47 milions de lliures.
Neves va jugar més de 60 partits amb les seleccions juvenils de Portugal. Va debutar amb la selecció absoluta de Portugal als 18 anys el 2015 i va formar part de les seves convocatòries a l'Eurocopa 2020, la Copa del Món de la FIFA 2022 i l'Eurocopa 2024.